# Sanrgo
Pour les articles homonymes, voir Sanrgo (homonymie).
Ne doit pas être confondu avec Sanrgo-Peulh.
Sanrgo est une commune rurale située dans le département de Kaya de la province du Sanmatenga dans la région Centre-Nord au Burkina Faso.

## Géographie
Sanrgo est située à 3 km au nord de Kalambaogo et à 13 km au nord-est du centre de Kaya, la principale ville de la région. Le village est traversé par la route départementale 18 reliant Kaya à Barsalogho et se trouve à 13 km au nord de la route nationale 3 reliant Kaya à Ouagadougou et de la route nationale 15 reliant à Kaya à Kongoussi.

## Histoire
Depuis 2015, le nord de la province est soumis à des attaques djihadistes terroristes récurrentes entrainant des conflits entre les communautés Peulh et Mossi qui fuient les massacres vers le sud. Le village de Sanrgo a accueilli en octobre 2019 plusieurs centaines de déplacés internes en provenance du nord de la région.

## Éducation et santé
Le centre de soins le plus proche de Sanrgo est le centre de santé et de promotion sociale (CSPS) de Kalambaogo tandis que le centre hospitalier régional (CHR) se trouve à Kaya.
Le village possède deux écoles primaires publiques tandis que le collège d'enseignement général (CEG) le plus proche est à Kalambaogo.